# Stufe (Flugzeug)

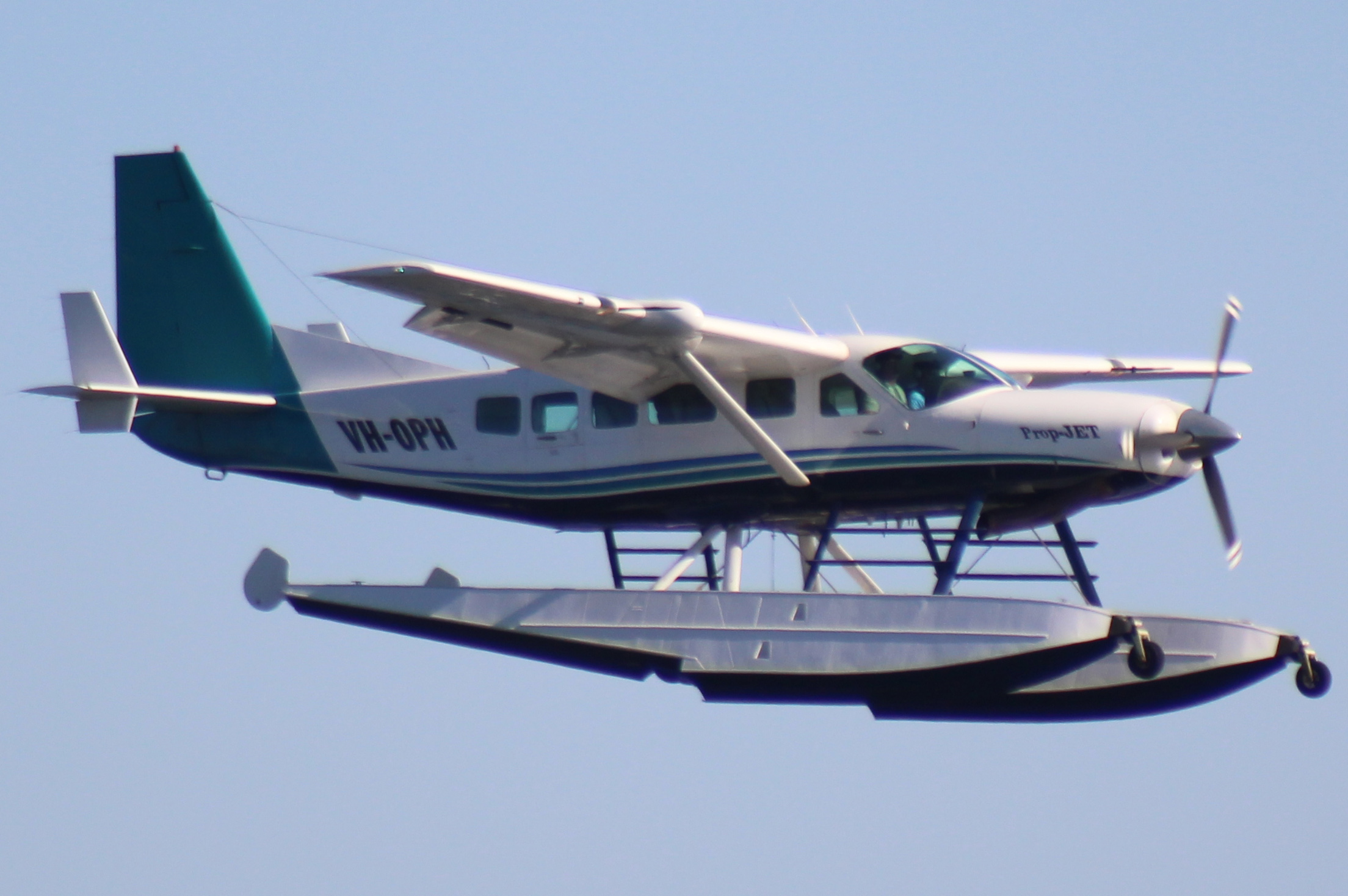
Wasserflugzeug mit einstufigen Schwimmern (Cessna 208)

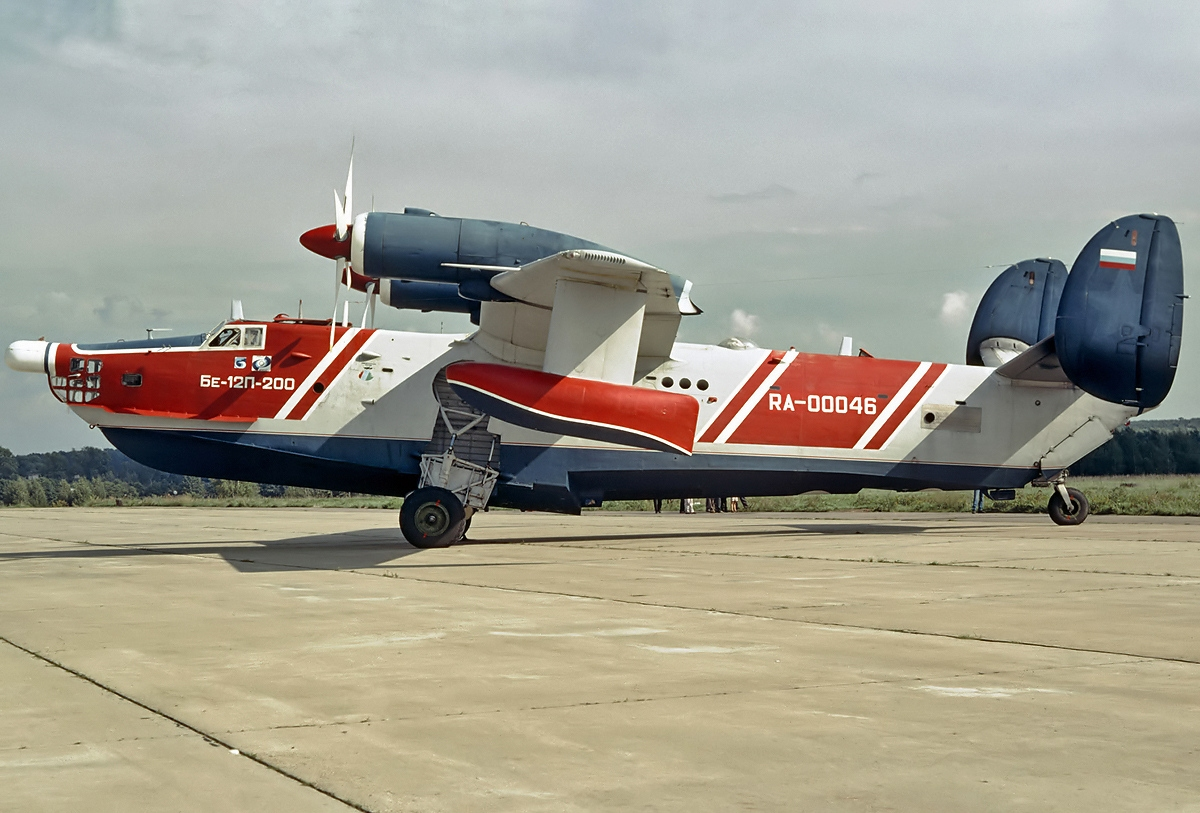
Flugboot mit einstufigem Bootskörper (Be-12)

Als Stufe wird im Flugzeugbau der an der Unterseite eines Schwimmers eines Wasserflugzeugs vorhandene markante Höhenrücksprung (dahinter nach oben) der Beplankung bzw. Außenhaut unterhalb der Wasserlinie bezeichnet. Auch die Rumpfunterseite eines Flugboots nebst eventuell vorhandenen Stützschwimmern können Stufen aufweisen. Die Konstruktion kann sowohl ein- als auch mehrstufig ausgelegt sein. Die Stufe hilft dem Flugzeug, leichter von der Verdrängerfahrt in die Gleitfahrt zu gelangen. Hinter der Stufe, die sich meist vor der halben Wasserlinienlänge des Schwimmers befindet, ist der Querschnitt der meist gekielt ausgeführten Schwimmer erheblich verringert.

## Wirkungsweise
Konstruktionsbedingt weist der hintere Teil von gestuften Bootskörpern und Schwimmern einen geringeren Querschnitt und damit ein geringeres Auftriebsvolumen als der vordere Teil auf. Der hinten geringere Auftrieb ermöglicht es, zum Erreichen des nötigen Anstellwinkels während des Starts den hinteren Schwimmerbereich etwas tiefer gegen den Auftrieb ins Wasser zu drücken und die zum Abheben erforderliche Nickbewegung des Flugzeuges nicht allzu stark zu behindern.
Gleichzeitig wirkt die Stufe als Abrisskante, so dass sich ab einer gewissen Geschwindigkeit im hinteren Bereich durch die Stufe die Wasserströmung von der Rumpfhaut löst und Umgebungsluft von den Seiten unter die Schwimmer gelangt, wodurch diese in die Gleitfahrt gelangen und nur noch der vordere kürzere Bereich Wasserkontakt hat. Dieses „auf die Stufe gehen“ bewirkt eine Verringerung der Kohäsionkräfte, also der „Saugwirkung“ des Wassers, sowie eine Verminderung des Schleppwiderstandes, wodurch das Erreichen einer ausreichenden Abhebegeschwindigkeit erst ermöglicht wird. Bei Überladung oder bei Windstille und glatter Wasseroberfläche kann während des Startvorgangs unter dem hinter der Stufe befindlichen Schwimmerteil ein als Mulde bezeichneter Hohlraum entstehen, in dem sich ein teilweise erheblicher Unterdruck bilden kann, da sich das Wasser an den Kimmkanten nicht ablöst. Die in diesem Fall wirkende Saugwirkung macht ein Abheben gleichfalls unmöglich, kann aber überwunden werden, indem die Richtung des Startlaufes in Bezug auf das Wellenmuster der Wasseroberfläche geändert wird oder durch Fahren im Kreis Wellen verursacht werden und ein Start quer über die selbst erzeugten Wellen durchführt wird. Dieses regelrechte „Festkleben“ an der Wasseroberfläche trat insbesondere bei dem mit Stummelschwimmern ausgestatteten Wal-Flugboot auf, weshalb ein Exemplar des Nachfolgemodells Do 18 zum statischen Druckausgleich testweise zwei Belüftungsrohre mit 70 mm Durchmesser erhielt, die von der Unterseite des Kiels bis zur Bootsoberseite verliefen und geöffnet und geschlossen werden konnten. Mit dieser Stufenbelüftung wurden in den 1930er Jahren bei der Deutschen Versuchsanstalt für Luftfahrt teilweise erfolgreiche Startversuche bei verschiedensten Witterungsbedingungen durchgeführt.